# Kapanga (territorium)
Kapanga är ett territorium i Kongo-Kinshasa. Det ligger i provinsen Lualaba, i den södra delen av landet, 900 km sydost om huvudstaden Kinshasa.